# Alexandre Farnese (general)
Alexandre Farnese, també anomenat Alexandre de Odoard, príncep de Parma, (Parma, Ducat de Parma 1635 - Madrid, Regne d'Espanya 1689) fou un príncep de Parma que va arribar a ser governador dels Països Baixos durant el regnat de Felip II de Castella.

## Orígens familiars
Va néixer el 10 de gener de 1635 a la ciutat de Parma sent el quart fill del duc Odoard I de Parma i Margarida de Mèdici. Fou net per línia paterna de Ranuccio I de Parma i la seva esposa Margarida Aldobrandini, i per línia materna de Cosme II de Mèdici i Maria Magdalena d'Àustria. Fou germà, així mateix, del duc Ranuccio II de Parma.
Morí a la ciutat de Madrid el 18 de febrer de 1689.

## Carrera militar
Inicià la seva carrera militar al costat de la República de Venècia, amb la qual lluità contra els turcs, i posteriorment va esdevenir almirall de l'armada espanyola.
El 1671 fou nomenat virrei de Navarra per part de Carles II de Navarra, càrrec que va desenvolupar fins al 1676, moment en el qual va ser nomenat virrei de Catalunya. L'any 1678, en finalitzar la Guerra francoholandesa, fou nomenat governador dels Països Baixos amb l'objectiu d'aturar els projectes expansionistes de Lluís XIV de França. Ocupà aquest càrrec fins al 1682, i durant el desenvolupament del seu càrrec fracassà en la seva missió.